# Ебубекіров Февзі Сітсільманович
Ебубекі́ров Февзі́ Сітсільма́нович (крим. Fevzi Ebubekirov, нар. 20 червня 1981) — український кримськотатарський футболіст та футзаліст, що виступав на позиціях півзахисника та нападника. Відомий завдяки виступам у складі «Титану» (Армянськ) та ФК «Моздок». Брав участь у неофіційних матчах збірної кримських татар з футболу. Після завершення професійної кар'єри футболіста продовжив виступи на любительсьскому рівні та став тренером з регбі.

## Життєпис
У 1998–1999 роках Февзі Ебубекіров провів повноцінний сезон у складі «Титана» з Армянська, після чого вирушив до Росії, де продовжив виступи у футбольному клубі «Моздок». Жодних відомостей про виступи українського півзахисника на професійному рівні після 1999 року немає. У 2005 році захищав кольори аматорського клубу «Автомобіліст» (Сімферополь), а наступний сезон провів у складі сімферопольської «Кримгеофізики».
У листопаді 2006 року в складі збірної кримських татар взяв участь у міжнародному футбольному турнірі серед невизнаних збірних ELF Cup, що проходив у Північному Кіпрі. Ебубекіров з'являвся на полі в усіх п'яти поєдинках збірної, однак відзначитися забитими м'ячами йому не вдалося.
Працював викладачем кафедри фізичного виховання Кримського-інженерно педагогічного університету, був другим тренером університетської команди з регбі. Крім того Ебубекіров займався тренерською роботою у дитячій регбійній команді РК ДЮСШ.
Брав участь у чемпіонаті АР Крим з футзалу.